# Coelioxys wilmattae
Coelioxys wilmattae är en biart som beskrevs av Cockerell 1949. Coelioxys wilmattae ingår i släktet kägelbin, och familjen buksamlarbin. Inga underarter finns listade i Catalogue of Life.